# Megaporus
Megaporus is een geslacht van kevers uit de familie  waterroofkevers (Dytiscidae).
Het geslacht is voor het eerst wetenschappelijk beschreven in 1943 door Brinck.

## Soorten
Het geslacht omvat de volgende soorten:
- Megaporus fischeri Mouchamps, 1964
- Megaporus gardnerii (Clark, 1862)
- Megaporus hamatus (Clark, 1862)
- Megaporus howittii (Clark, 1862)
- Megaporus natvigi Mouchamps, 1964
- Megaporus piceatus (Régimbart, 1892)
- Megaporus ruficeps (Sharp, 1882)
- Megaporus solidus (Sharp, 1882)
- Megaporus tristis (Zimmermann, 1926)
- Megaporus wilsoni Mouchamps, 1964